# São José do Rio Pardo
São José do Rio Pardo é um município brasileiro do estado de São Paulo. Localiza-se a uma latitude 21º35'44" sul e a uma longitude 46º53'19" oeste, estando a uma altitude média de 676 metros. Sua população, conforme censo do IBGE de 2022, era de 52.205 habitantes. O município é formado apenas pelo distrito-sede de São José do Rio Pardo.

## História
Segundo Rodolfo José Del Guerra, historiador e cronista da cidade, em seu livro “São José do Rio Pardo: história que muitos fizeram”:
“(…)em 4 de abril de 1865 alguns fazendeiros se reuniram, traçando os planos para edificar a capela, primeira etapa para a criação da futura freguesia.
A 30 de maio de 1873, o Vigário Capitular do Bispado de São Paulo assinou documento autorizando bênção e celebração da missa e dos demais ofícios divinos na Capela de São José do Rio Pardo, filial da Matriz do Espírito Santo do Rio do Peixe. A primeira missa só foi celebrada em 19 de março de 1874.
A Capela Curada de São José foi elevada à categoria de freguesia em 14 de abril de 1880, pela Lei nº 70, da Assembleia Provincial. São José do Rio Pardo, desanexou-se da vila de Caconde, passando à de Casa Branca, constituindo-se em paróquia, confirmada pelo Bispo de São Paulo, em 1 de fevereiro de 1881.
Pela Lei nº 49, de 20 de março de 1885, a freguesia foi elevada à categoria de vila, vinte anos depois daquela primeira reunião dos fundadores. Mas outra lei determinava que sem o edifício da Casa de Câmara e Cadeia, construído às expensas dos respectivos povos, a Vila não poderia ser instalada.
Chegou 1889, o ano da Proclamação da República. Um acontecimento político, ocorrido em 11 de agosto, três meses antes da Proclamação, ressoou, projetando nacionalmente a Vila de São José do Rio Pardo. O episódio teve seu prelúdio em junho, quando membros da Sociedade Italiana XX de Setembro, infiltrada de republicanos, depois de uma festa de assentamento da pedra fundamental de sua sede, saíram às ruas, cantando a Marselhesa, defrontando-se com monarquistas. Houve agressão, confusão e envio de tropas. Dois meses passados, depois de aparente paz, a contenda recomeçou. Na noite de 10 de agosto, o Hotel Brasil, do republicano Ananias Barbosa, foi atacado pela polícia, depois de uma reunião e homenagens ao pregador republicano e líder, Francisco Glicério… A 11 de agosto de 1889, os republicanos (…) apoderaram-se do edifício da Casa da Câmara e Cadeia, que representava a força e a lei, hasteando, a bandeira revolucionária de Júlio Ribeiro, proclamando a República, sob o som da proibida Marselhesa.”

São José do Rio Pardo (década de 1950).

São José do Rio Pardo foi uma região das mais produtivas do café, o "ouro verde", e contava com dezenas de fazendas monocultoras que durante o século XIX usaram a mão de obra do escravo africano, que  foi sistematicamente substituída pelo imigrante italiano, que após a "Quebra" da Bolsa de Nova Iorque adquiriram seus quinhões de terra que hoje compõe a geografia agropastoril do município.
No início do Século XX, São José do Rio Pardo acolheu grande quantidade de imigrantes, principalmente italianos. Também foi no município que Euclides da Cunha escreveu sua obra prima, Os Sertões, durante o período em que viveu e trabalhou no município, entre 1898 e 1901.

### Euclides da Cunha

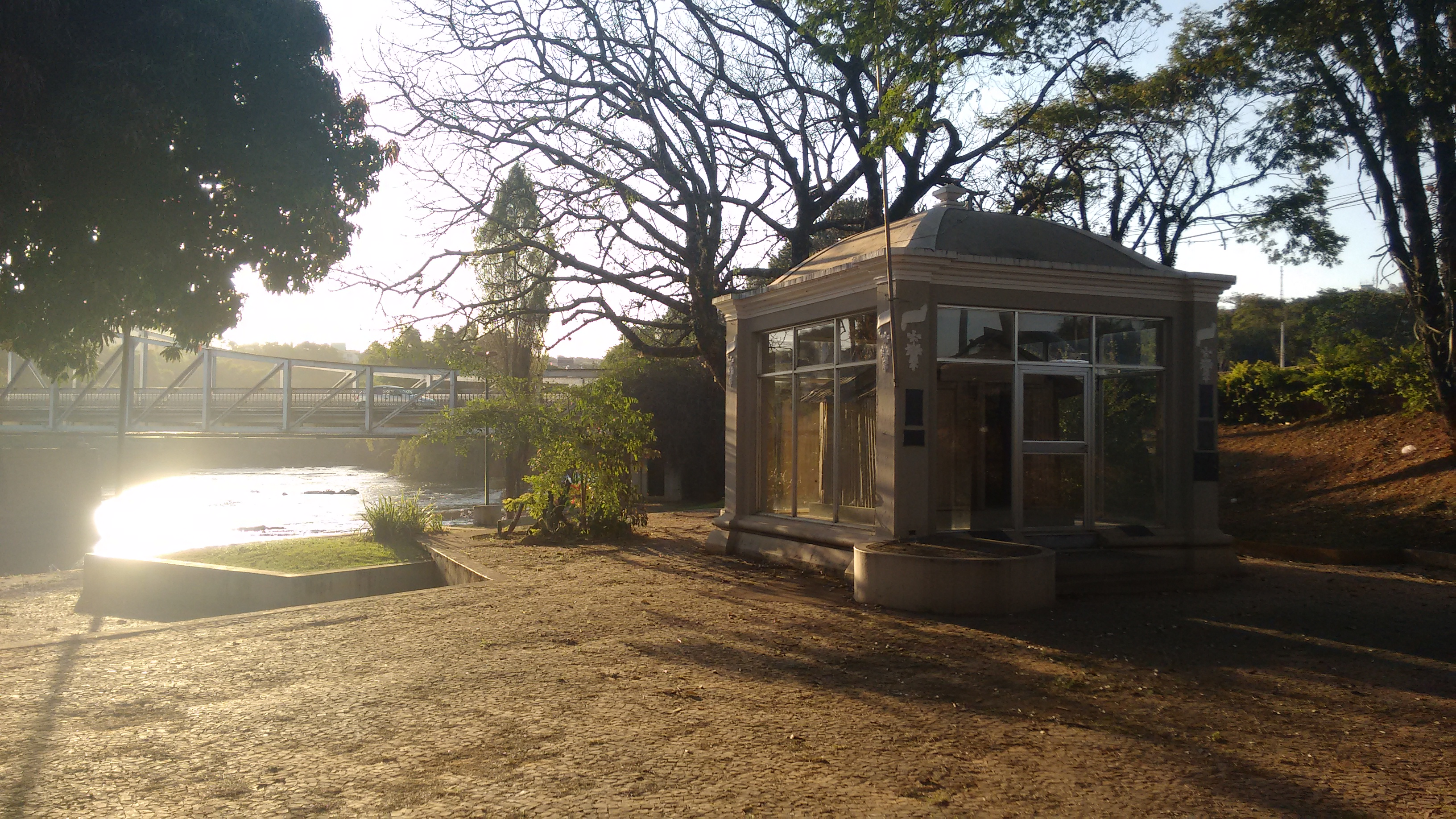
Casa de Zinco onde Euclides da Cunha escreveu "Os Sertões"

O escritor de Os Sertões redigiu o livro em 1902, juntamente com a construção da Ponte de São José do Rio Pardo.
A chamada Casa de Zinco, feita de folhas de zinco, na qual Euclides escreveu e projetou suas obras está localizada à beira do rio Pardo e ao lado de sua ponte, protegida por uma casa de vidro.
Devido à concepção d´Os Sertões nesse município, a Casa de Cultura Euclides da Cunha promove a Semana Euclidiana e a Maratona Euclidiana dos dias 9 a 15 de agosto; trata-se de eventos destinados a alunos das escolas do município e de outros.

## Geografia

### Relevo
O ponto mais alto do município é o Morro da Antena (canal 2), com 1.050 metros de altitude. O município encontra-se inserido no Planalto Atlântico, definido como uma das províncias geomorfológicas do Estado de São Paulo por ALMEIDA (1964) corresponde, geologicamente, a faixas orogênicas antigas com litologias de rochas cristalinas pré-cambrianas, cortadas por rochas intrusivas básicas e alcalinas mesozoico-terciárias. Quanto às formas o modelado dominante no Planalto Atlântico constitui-se por topos convexos, elevada densidade de canais de drenagem e vales profundos. É a área do Domínio dos Mares de Morros (AB’SABER 1970).

### Clima
O clima de São José do Rio Pardo é tropical de altitude (Cwa). A temperatura máxima já registrada no município, foi de 36,4ºC em 26 de setembro de 2003, e a mínima foi de 0,5°C, em julho de 1994. O clima do município é  amenizado por sua localização geográfica no vale do Rio Pardo, entre as montanhas da Serra do Cervo (braço da Serra da Mantiqueira). A média das temperaturas máximas varia entre 25°C e 30°C durante o ano, e média das mínimas cai para próximo de 10°C no inverno. As chuvas se concentram na primavera e verão (entre outubro e março), sendo janeiro, em média, o mês mais chuvoso. O inverno é seco e apresenta grande amplitude térmica. Massas de ar polar oriundas da Antártida limpam o céu e derrubam a temperatura em alguns dias, podendo criar condições para a ocorrência de geadas. Julho é o mês menos chuvoso e mais frio.
| Dados climatológicos para São José do Rio Pardo | Dados climatológicos para São José do Rio Pardo | Dados climatológicos para São José do Rio Pardo | Dados climatológicos para São José do Rio Pardo | Dados climatológicos para São José do Rio Pardo | Dados climatológicos para São José do Rio Pardo | Dados climatológicos para São José do Rio Pardo | Dados climatológicos para São José do Rio Pardo | Dados climatológicos para São José do Rio Pardo | Dados climatológicos para São José do Rio Pardo | Dados climatológicos para São José do Rio Pardo | Dados climatológicos para São José do Rio Pardo | Dados climatológicos para São José do Rio Pardo | Dados climatológicos para São José do Rio Pardo |
| Mês                                             | Jan                                             | Fev                                             | Mar                                             | Abr                                             | Mai                                             | Jun                                             | Jul                                             | Ago                                             | Set                                             | Out                                             | Nov                                             | Dez                                             | Ano                                             |
| ----------------------------------------------- | ----------------------------------------------- | ----------------------------------------------- | ----------------------------------------------- | ----------------------------------------------- | ----------------------------------------------- | ----------------------------------------------- | ----------------------------------------------- | ----------------------------------------------- | ----------------------------------------------- | ----------------------------------------------- | ----------------------------------------------- | ----------------------------------------------- | ----------------------------------------------- |
| Temperatura máxima recorde (°C)                 | 34,7                                            | 34,7                                            | 33,4                                            | 36,0                                            | 30,1                                            | 29,0                                            | 30,2                                            | 36,0                                            | 36,4                                            | 35,8                                            | 36,0                                            | 33,8                                            | 36,4                                            |
| Temperatura máxima média (°C)                   | 29,3                                            | 29,4                                            | 29,2                                            | 27,9                                            | 26,1                                            | 25,1                                            | 25,4                                            | 27,7                                            | 28,9                                            | 29,1                                            | 29,1                                            | 28,9                                            | 28,0                                            |
| Temperatura mínima média (°C)                   | 18,2                                            | 18,4                                            | 17,7                                            | 15,2                                            | 12,5                                            | 11,2                                            | 10,7                                            | 12,1                                            | 14,2                                            | 15,9                                            | 16,6                                            | 17,7                                            | 15,0                                            |
| Temperatura mínima recorde (°C)                 | 11,0                                            | 13,9                                            | 12,2                                            | 7,7                                             | 3,8                                             | −0,5                                            | 1,1                                             | 2,9                                             | 3,0                                             | 7,5                                             | 10,0                                            | 8,9                                             | −0,5                                            |
| Precipitação (mm)                               | 257,1                                           | 204,4                                           | 156,7                                           | 70,0                                            | 56,5                                            | 32,5                                            | 22,5                                            | 23,0                                            | 58,2                                            | 126,4                                           | 170,0                                           | 253,4                                           | 1 430,7                                         |
| Fonte: e 26 de Dezembro de 2009.                |                                                 |                                                 |                                                 |                                                 |                                                 |                                                 |                                                 |                                                 |                                                 |                                                 |                                                 |                                                 |                                                 |

### Vegetação
A forma de vegetação predominante no município é a floresta estacional semidecidual, conhecida também como Mata Atlântica de Interior. A característica mais marcante desta floresta é que ela perde suas folhas na estação seca, e principalmente de maio a setembro. Outra característica importante desta região é a presença de uma transição do Cerrado para Floresta Estacional, com a presença de matas com características tanto de Cerrado quanto de Floresta (ecótono). Segundo último levantamento vegetacional realizado pelo Instituto Florestal do Estado de São Paulo, São José do Rio Pardo carece de áreas florestais de grande porte, sendo mais comuns no município pequenos fragmentos de vegetação em topos de morros e fundo de vales.

### Fauna
Por estar localizado em uma área de transição vegetacional, São José do Rio Pardo abriga uma rica fauna. Já foram avistados na região exemplares de onça-parda (Puma concolor), lobo-guará (Chrysocyon brachyurus) e cachorro-do-mato (Cerdocyon thous), este último muito comum nas fazendas. Nas últimas décadas houve um declínio da população de peixes, provocado pelo barramento do Rio Pardo para geração de energia elétrica. Peixes introduzidos pelo homem, como a tilápia, predominam nos rios do município.

### Conservação da biodiversidade
Apesar de estar inserido em uma área de grande importância biológica, poucos estudos são feitos no município no sentido de estimar e conhecer a real biodiversidade local. Não existe nenhum parque ou área protegida para conservar os resquícios de mata existentes no município. A ONG Grupo Ecológico Nativerde atua em prol do meio ambiente no município.

## Demografia

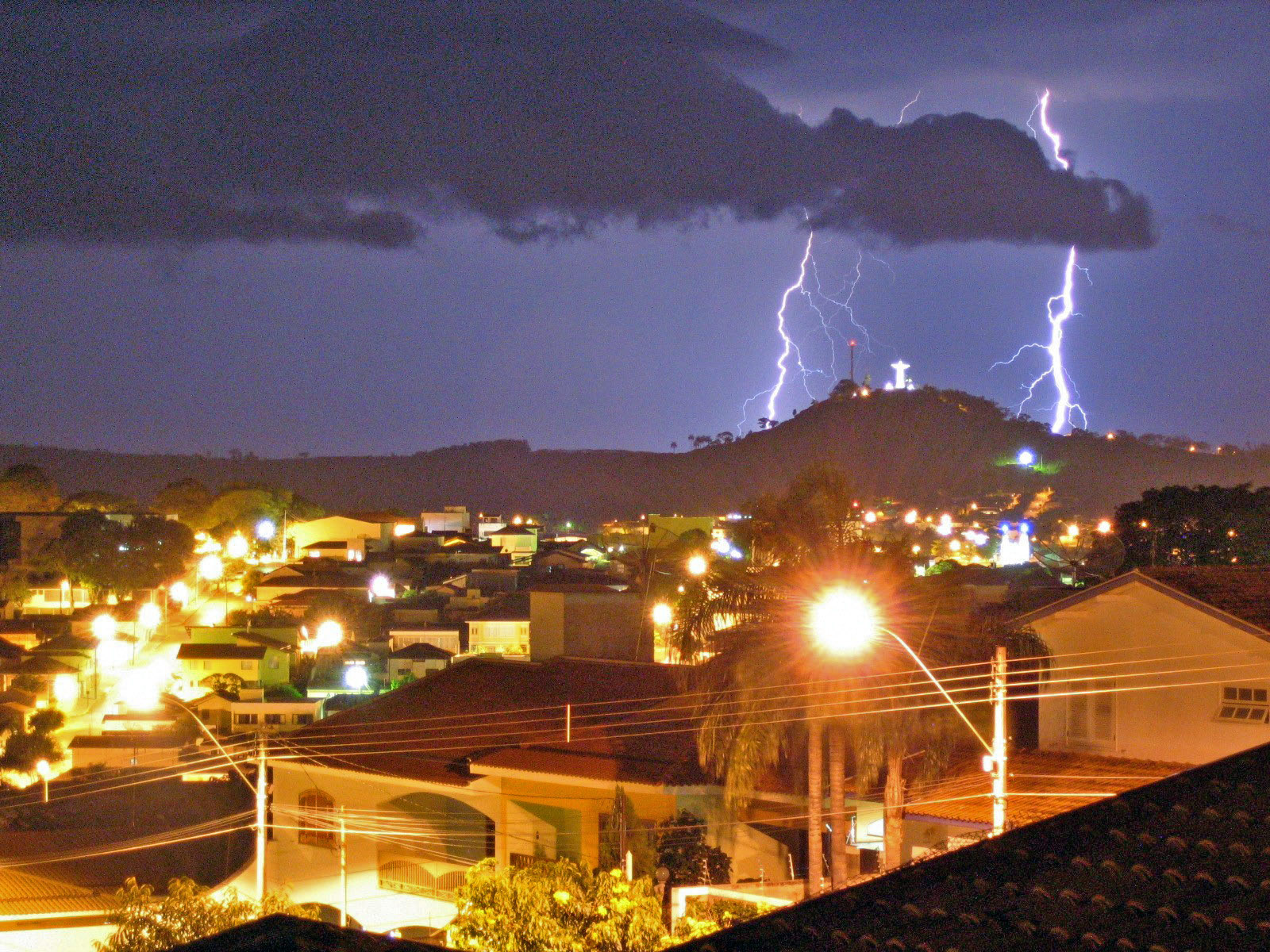
Vista parcial da cidade, com o Cristo Redentor de São José do Rio Pardo ao fundo.

### População
| Crescimento populacional                             | Crescimento populacional | Crescimento populacional | Crescimento populacional |
| Ano                                                  | População Total          |                          | %±                       |
| ---------------------------------------------------- | ------------------------ | ------------------------ | ------------------------ |
| 1890                                                 | 9 207                    |                          | —                        |
| 1900                                                 | 17 361                   |                          | 88,6%                    |
| 1910                                                 | 41 794                   |                          | 140,7%                   |
| 1920                                                 | 48 152                   |                          | 15,2%                    |
| 1925                                                 | 54 814                   |                          | 13,8%                    |
| 1934                                                 | 30 958                   |                          | −43,5%                   |
| 1937                                                 | 33 096                   |                          | 6,9%                     |
| 1940                                                 | 34 096                   |                          | 3,0%                     |
| 1946                                                 | 34 151                   |                          | 0,2%                     |
| 1950                                                 | 32 019                   |                          | −6,2%                    |
| 1958                                                 | 32 203                   |                          | 0,6%                     |
| 1960                                                 | 31 381                   |                          | −2,6%                    |
| 1970                                                 | 31 662                   |                          | 0,9%                     |
| 1980                                                 | 36 164                   |                          | 14,2%                    |
| 1991                                                 | 44 579                   |                          | 23,3%                    |
| 2000                                                 | 50 077                   |                          | 12,3%                    |
| 2010                                                 | 51 900                   |                          | 3,6%                     |
| 2022                                                 | 52 205                   |                          | 0,6%                     |
| Est. 2024                                            | 53 416                   | [ 12 ]                   | 2,3%                     |
| Fontes: Censos Demográficos IBGE e Estimativas SEADE |                          |                          |                          |

### Etínias
| Cor ou Raça | Número |
| Branca      | 35.477 |
| Parda       | 13.584 |
| Negra       | 3.046  |
| Amarela     | 985    |
| Indígena    | 9      |

Fonte: IBGE (Censo 2022 - Panorama das Cidades)

## Política e administração
- Prefeito: Marcio Callegari Zanetti (MDB; 2021–2028);
- Vice-prefeito: Algemira Pinheiro de Souza (Republicanos);
- Presidente da Câmara: Rafael Castro Kocian (MDB).

## Infraestrutura

### Comunicações
O sistema de telefones automáticos foi inaugurado na cidade em 1963 pela Empresa Telefônica Irmãos Camargo. Já o sistema de discagem direta à distância (DDD) foi implantado em 1979 pela Telecomunicações de São Paulo (TELESP) com o código de área (0196).
Na década de 90 o código DDD da cidade foi alterado para (019), para padronização do sistema telefônico com a telefonia celular que estava sendo implantada em todo o estado.

### Transportes

#### Ferrovias

Estação ferroviária de São José do Rio Pardo, 1958.

A cidade foi servida por ferrovia entre 1884 e 1989, mais especificamente pelo Ramal de Mococa da Companhia Mogiana de Estradas de Ferro. Em seus últimos anos de funcionamento, eram operados trens turísticos da antiga Fepasa, que realizavam a ligação da cidade com o município próximo de Casa Branca. Porém devido ao baixo movimento de passageiros, o ramal ferroviário foi desativado por definitivo. No início dos anos 90, os trilhos foram retirados e no local foi construída uma avenida.

#### Rodovias
O município de São José do Rio Pardo é servido por duas rodovias, a SP-350 e a SP-207.

#### Aeroporto
Aeroclube de São José do Rio Pardo, SP (ICAO SIPA) Coordenadas 21 38 41S/046 56 00W
Pista 14 – (1200 x 18 ASPH 7/F/B/X/T) – 32

### Educação
O município possui duas instituições de ensino superior: a Faculdade Euclides da Cunha (FEUC) e um câmpus da Universidade Paulista (UNIP), além de uma unidade da Escola Técnica Estadual (Etec Prof. Rodolpho José Del Guerra) do Centro Paula Souza (Ensino Médio, Ensino Médio Integrado - Informática para Internet, Ensino Técnico: Administração, Química, Informática e Segurança do Trabalho)  e também o Centro Universitário Uninter entre outras. e de uma extensão do Conservatório de Tatuí.

## Pessoas ilustres
- Paulistas de São José do Rio Pardo
- Dom Orani João Tempesta - Cardeal

## Religião
O religião se estende pelo município da seguinte forma (IBGE, 2022):
| Religião                   | Número |
| Católicos                  | 41.315 |
| Evangélicos e Protestantes | 7.434  |
| Sem religião               | 1.394  |
| Outras Religiões           | 841    |
| Espíritas                  | 830    |
| Umbanda e Candomblé        | 350    |
| Sem declaração             | 37     |
| Não sabe                   | 5      |

O Cristianismo se faz presente na cidade da seguinte forma:

### Igreja Católica Apostólica Romana

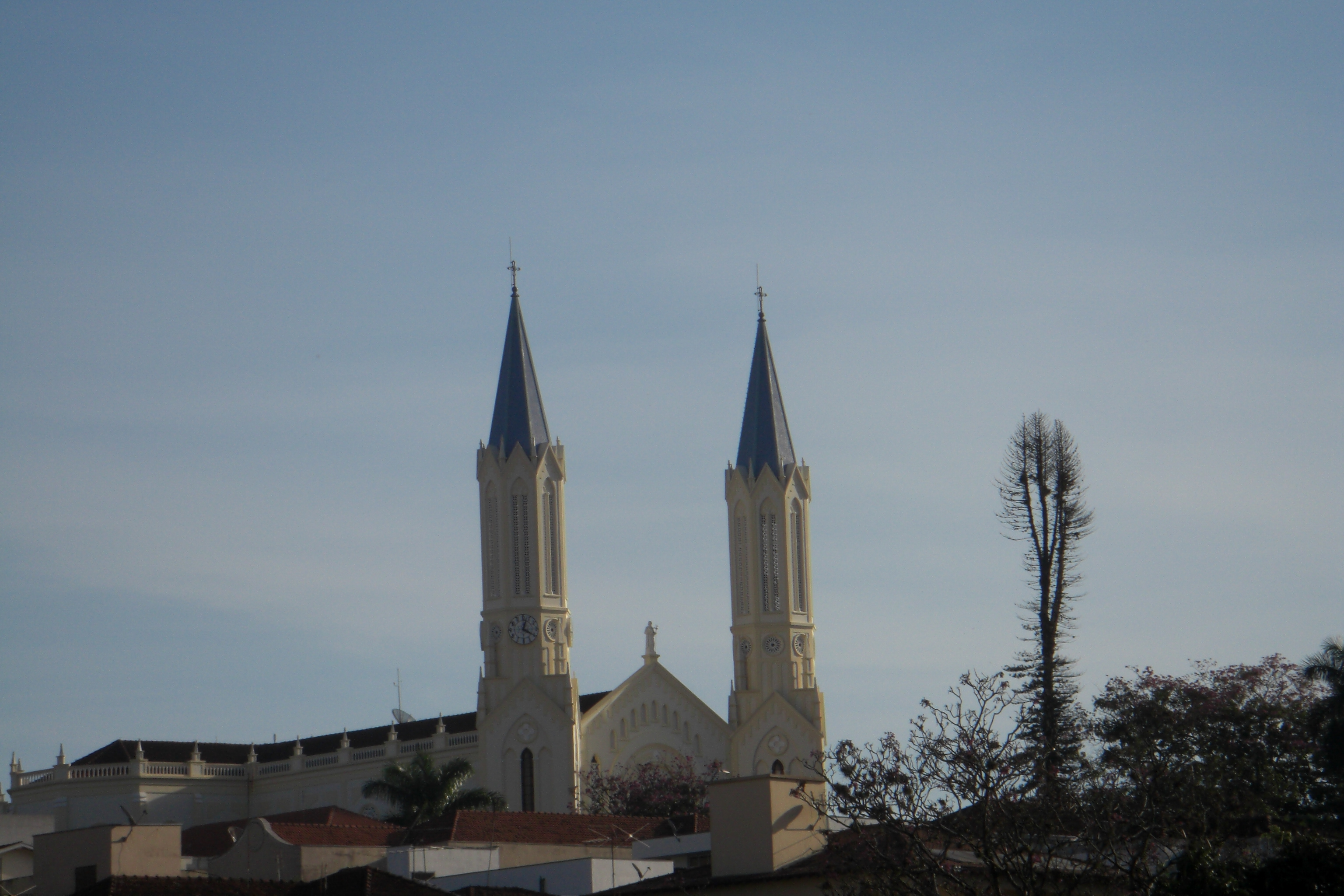
Igreja Matriz de São José do Rio Pardo.

O município pertence à Diocese de São João da Boa Vista. No bairro Vila Pereira se encontra instalada a Abadia Cisterciense Nossa Senhora de São Bernardo.

### Igrejas Evangélicas
Entre as igrejas protestantes históricas, pentecostais e neopentecostais, encontram-se na cidade:
- Assembleia de Deus Ministério do Belém.[25][26]
- Congregação Cristã no Brasil.[27]

### Outras religiões

#### Espiritismo
Existem no município vários Centros Espíritas, dentre eles:
- Hilário Silva, no Jardim São Roque;
- Irmão Hugo, na Vila Pereira;
- André Luiz., no bairro João de Souza;
- Bezerra de Menezes, no Vale do Redentor;
- Chico Xavier, no bairro Santo Antônio;
- Samaritanos no bairro Santo Antônio;
- Caritas na Vila Brasil.